# Erna Jaenichen
Matilde Elisabeth „Erna“ Jaenichen (* 14. Oktober 1905 in Wörmlitz bei Halle an der Saale; † 8. Mai 1991 in Nürnberg) war die Geliebte des Berliner SA-Sturmführers Horst Wessel, der durch Mitglieder der KPD getötet und anschließend von der NS-Propaganda zu einem politischen Märtyrer hochstilisiert wurde.

## Leben und Tätigkeit

### Herkunft und Werdegang bis 1930
Erna Jaenichen war die Tochter des Bahnnachtwächters August Ludwig Jänichen und seiner Frau Marie Ida Jänichen, geb. Schlesiger. Nach dem Schulbesuch erlernte sie den Beruf einer Schneiderin. In den 1920er Jahren ging Jaenichen nach Berlin, wo sie sich als Prostituierte betätigte. Der Wessel-Biograph Daniel Siemens hält es für am wahrscheinlichsten, dass sie auf der Suche nach Arbeit in die Großstadt ging und dort als weitgehend mittellose Schlafgängerin und Untermieterin ins Prostituiertenmilieu abrutschte.
Bis 1929 betätigte Jaenichen sich vor allem in der Münzstraße als Prostituierte. Als ihr Zuhälter fungierte zu dieser Zeit ein Chauffeur namens Georg Ruhnke.
Im Jahr 1929 lernte Jaenichen den aus gutbürgerlichem Hause stammenden Studienabbrecher Horst Wessel kennen, der sich seit einigen Jahren in der Sturmabteilung (SA), dem Straßenkampfverband der Nationalsozialistischen Deutschen Arbeiterpartei, engagierte. Wessel war seit Anfang 1929 im Arbeiterbezirk Friedrichshain Führer des dortigen SA-Sturms 5. Angeblich hatte Wessel Jaenichen kennengelernt, als er einschritt, als diese auf der Straße vor dem Animierlokal „Mexiko-Diele“ von ihrem Zuhälter verprügelt wurde. Jaenichen und Wessel gingen jedenfalls im Laufe des Jahres 1929 eine Beziehung miteinander ein, die schließlich in einem Verlöbnis mündete.
Im Oktober 1929 zog Jaenichen zu Wessel in die Große Frankfurter Straße 62. Dort hatte die Witwe Elisabeth Salm bei ihrem Wegzug aus Berlin ihre zwangsbewirtschaftete Einzimmerwohnung an Wessel vermietet. Jaenichen betätigte sich nach dem Zusammenzug mit Wessel nicht länger als Prostituierte, sondern erhielt ihren Lebensunterhalt von ihm. Außerdem soll sie zu diesem Zeitpunkt auch wieder als Schneiderin gearbeitet haben.

### Der tödliche Überfall auf Horst Wessel
Als Salm nach Berlin zurückkehrte, um ihre Wohnung wieder in Besitz zu nehmen, kam es zu erheblichen Spannungen mit dem Paar Wessel/Jaenichen. Im Januar 1930 verlangte Salm den Auszug ihrer Untermieter aus der Wohnung. Diese erklärten sich schließlich nach wiederholten Zusammenstößen bereit, zum 1. Februar 1930 auszuziehen. Zu diesem Zeitpunkt war die Ablehnung von Salm gegen die Anwesenheit von Wessel und vor allem Jaenichen in ihrer Wohnung jedoch derart stark ausgeprägt, dass sie den sofortigen Auszug wünschte.
Da die Polizei, an die Salm sich beschwerdeführend wandte, ihr zu verstehen gab, dass sie Besseres zu tun habe, als private Mietkonflikte zu regeln, suchte Salm am Abend des 14. Januar 1930 die Gaststätte von Baer in der Dragonerstraße 48 auf. Das Lokal war Treffpunkt einer kommunistischen „Sturmabteilung“, einer illegalen Nachfolgeorganisation des verbotenen Rotfrontkämpferbunds. Da Salms verstorbener Mann im Rotfrontkämpferbund aktiv gewesen war, bat sie einige der in Baers Gaststätte anwesenden Kommunisten, ihr dabei zu helfen, ihre ungeliebten Untermieter aus ihrer Wohnung zu entfernen, was zunächst auf kein Interesse stieß. Als Salm den Namen Wessels als den des Störenfriedes, dem es beizukommen gelte, erwähnte, sprangen die Kommunisten jedoch an. Wessel war in den einschlägigen Kreisen als ein „SA-Häuptling“ bekannt und sogar bereits auf kommunistischen Flugblättern als Arbeitermörder angeprangert worden, und so erklärten sich nun die von Salm angesprochenen Männer dazu bereit, Wessel eine „proletarische Abreibung“ zu verpassen.
Rund ein Dutzend Personen aus Baers Gaststätte und der benachbarten Gaststätte von Adolf Galsk begaben sich gegen 21 Uhr zu Salms Wohnung in der Großen Frankfurter Straße. Als Wessel auf das Anklopfen Albrecht Höhlers hin seine Zimmertür öffnete, schoss dieser ihm sofort ins Gesicht. Während der anschließenden Durchsuchung von Wessels Zimmer durch mehrere andere Angreifer wurden Jaenichen und eine anwesende Freundin mit vorgehaltener Schusswaffe von Höhler in Schach gehalten. Nachdem Höhler und die übrigen Eindringlinge geflohen waren, wurde die NSDAP-Zentrale verständigt und ein Krankenwagen herbeigerufen, der Wessel ins Krankenhaus Friedrichshain transportierte, wo eine Notoperation ihm zunächst das Leben rettete. Die Verletzung erwies sich als tödlich. Als Wessel, noch vernehmungsunfähig, ihr am 23. Februar 1930 im Krankenhaus erlag, hatte sein persönlicher Förderer, der Berliner NSDAP-Gauleiter Joseph Goebbels, bereits damit begonnen, ihn zum Märtyrer zu machen.
In ihren Vernehmungen durch die Polizei nach der Tat argwöhnte Jaenichen einerseits, dass die Männer, die Wessel überfallen hatten, von Salm in die Wohnung bestellt worden waren, um ihrem Verlobten „eins auszuwischen“, und der Vorgang seine Begründung in Wohnungsstreitigkeiten gehabt hätte. Andererseits hielt sie es auch für möglich, dass der Überfall von ihrem ehemaligen Freund und Zuhälter Ruhnke inszeniert worden sei. Von diesem hätte sie sich etwa Anfang 1929 getrennt, er habe sie aber seither wiederholt aufgefordert, sich von Wessel zu trennen und zu ihm, Ruhnke, zurückzukehren. Auch habe er sie wiederholt auf der Straße geschlagen. Zudem gab sie vertraulich an, einen der Täter, Höhler, seit etwa 1928 dem Ansehen nach aus der Münzstraße zu kennen: Dieser habe sich dort zur selben Zeit, während der sie dort der Prostitution nachging, als Zuhälter betätigt. Sie wisse, dass Höhler, den sie unter dem Vornamen Ali gekannt habe, mit ihrem ehemaligen Zuhälter Ruhnke gut bekannt sei, und Höhler sei eventuell von diesem zu der Tat gegen Wessel veranlasst worden.
Im nachfolgenden Prozess im Herbst 1930 wegen der Tötung Wessels trat Jaenichen als Zeugin auf.

## Rezeption
Bald nach Wessels Tod setzte eine scharfe Propagandaschlacht um seine Person, seinen Werdegang sowie die Umstände und Gründe des Überfalls ein. In dieser nahmen Jaenichen und ihre anrüchige Vergangenheit im Rotlichtmilieu eine entscheidende Rolle ein: Während die NS-Presse Wessel zu einem Heroen mit makelloser Biographie stilisierte, der in selbstloser Weise ein abgeglittenes Proletariermädchen aus der Gosse gerettet habe, um sie zu heiraten, und behauptete, dass er von kriminellen Subjekten (insbesondere dem Berufskriminellen und Zuhälter Höhler), mit denen die kommunistische Partei als eine ihrem Wesen nach kriminelle Vereinigung naturgemäß fest verknüpft sei, aus politischen Gründen (aufgrund seiner Erfolge die Arbeiter in Berlin zum Nationalsozialismus zu bekehren) ermordet worden sei, versuchte die kommunistische Presse der nationalsozialistischen Glorifizierung Wessels entgegenzuwirken: Sie distanzierte sich von dem Kriminellen Höhler, von dem sie erklärte, dass er mit der KPD nichts zu tun habe, und verbreitete die Behauptung, dass Wessel selbst ein Zuhälter gewesen sei. Wessel sei bei einem Streit zwischen zwei Zuhältern um ein Mädchen (Jaenichen) umgekommen. Der ganze Vorfall sei völlig unpolitischer Natur.
Während Wessel seit 1930 durch die von Goebbels dirigierte nationalsozialistische Propaganda zunächst zum Hauptmärtyrer der NS-Bewegung und dann, in der Zeit des Nationalsozialismus ab 1933, zum Nationalheiligen des nationalsozialistischen Deutschlands erhoben wurde, verschwand Jaenichen weitgehend von der Bildfläche. Wie Wessels Biograph Siemens schrieb, war dies wahrscheinlich das Klügste, was sie in der Situation, in der sie sich befand, tun konnte, da die NSDAP und dann der nationalsozialistisch geführte deutsche Staat naturgemäß wünschten, dass die genierliche Beziehung des strahlenden Überhelden der Partei- und Staatspropaganda zu einer ehemaligen Prostituierten so wenig wie möglich thematisiert werden sollte.

## Weiteres Leben
Nach dem Wesselprozess zog Jaenichen sich ins Privatleben zurück. 
Jaenichen verheiratete sich in den 1930er-Jahren in kurzer Folge zweimal, erstmals 1932 mit dem Kraftfahrer Georg Ernst Ruhnke (* 29. Juni 1907 in Berlin-Lichtenberg; † 16. Februar 1934 im Horst-Wessel-Krankenhaus in Berlin-Friedrichshain).
Mitte der 1930er Jahre führte sie einen Prozess gegen den Schriftsteller Heinz Ewers und seinen Verlag, die Cotta’sche Verlagsbuchhandlung, wegen der Schilderung ihrer Persönlichkeit in einer von Ewers verfassten Wessel-Biografie, die sie als ehrverletzend bewertete. Sie forderte daher, den Vertrieb des Buches einzustellen. Der Prozess endete mit einem Vergleich.
Nach Ruhnkes Tod 1934 heiratete Jaenichen am 5. Oktober 1934 den Schlosser und Kraftfahrer Siegfried Eduard Viktor Paul Felgner (* 4. Februar 1912 in Berlin; † 9. Januar 1942 in Kutizy, Russland). Diese Ehe wurde durch ein am 6. Juli 1939 rechtskräftig gewordenes Urteil des Landgericht Berlin geschieden. Beide Ehepartner heirateten noch im Jahr 1939 erneut. Felgner starb im Januar 1942 als Kriegsteilnehmer in Russland.
Am 17. Oktober 1939 heiratete Jänichen dann in dritter Ehe in Berlin-Charlottenburg Albin Friedrich Scherzer (* 9. Januar 1911 in Nürnberg; † 30. November 1952 ebd.). 1961 heiratete sie in Nürnberg zum vierten Mal.